# Aleksandr Možaev
Aleksandr Valentinovič Možaev (in russo Александр Валентинович Можаев?; Vladikavkaz, 5 agosto 1958) è un ex schermidore sovietico, vincitore di una medaglia di bronzo nella scherma ai giochi olimpici.